# XMedia Recode
XMedia Recode(エックスメディアレコード)はフリーのエンコーダ。動画や音声を様々な形式に変換することができる。

## 概要
FFmpegなどのコーデックを内包するフロントエンドとして開発されているオールインワン型の動画変換ソフトで、インストーラー版とポータブル版が配布されている。標準で日本語にも対応する。
DVD/Blu-rayディスクの解析やファイルの読み込み、複数ファイルの一括変換が可能。エンコードを伴わないコンテナ形式の変換などにも対応する。一部の環境ではハードウェアエンコーダーも利用できる。
最新コーデックに追従するためバージョンアップの頻度は比較的多い。
2016年1月18日リリースの3.2.8.0以降は、Windows XPとWindows Vistaはサポートされなくなった（このため3.2.7.1が最終バージョンとなる）。
安定版や開発版といった分類はない。

## 対応形式
コンテナ
3GPP, 3G2, ASF, AVI, GXF, IVF, Flash Video, NUT, MP4, MPEG-2システム, Matroska(WebM), Ogg, MOV, WAV, RealMedia, SVCD, SWF, VCD, VOB
動画
MPEG-4 Part2, MS-MPEG4 V2～V3, DV, H.261, H.263, H.264/MPEG-4 AVC(x264), H.265/HEVC(x265), Huffyuv, Motion JPEG, MPEG-1, MPEG-2, Theora, VP8～VP9, AOM AV1,  WMV7～8, RealVideo, DivX, Xvid
音声
AAC, AMR, AC-3, MP2, MP3, Vorbis, WMA7～8, Opus, Speex, PCM, DTS, WavPack, TTA, FLAC, Apple Lossless, RealAudio